# Douze Apôtres (montagne)
Pour les articles homonymes, voir Douze Apôtres (homonymie).
Les Douze Apôtres (afrikaans : Twaalf Apostels ; en anglais : Twelve Apostles) sont une montagne constituant le rebord occidental de la montagne de la Table et surplombant Camps Bay, un faubourg de la ville du Cap, en Afrique du Sud.

## Géographie

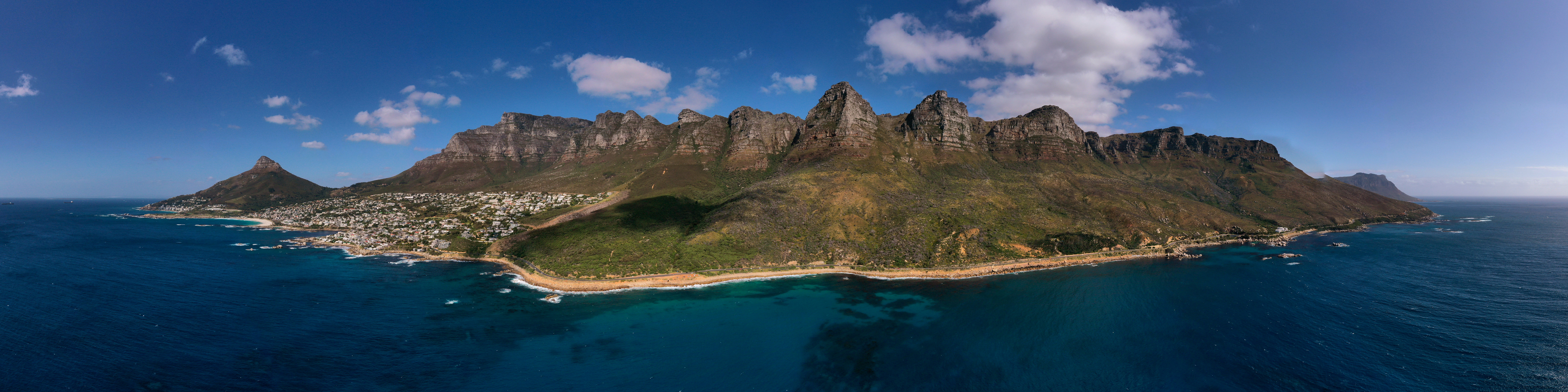
Vue panoramique des Douze Apôtres.

La montagne s'étend sur 6 km, presque jusqu'à Hout Bay. Elle se compose de dix-huit promontoires rocheux, dont le pic de St. Peter, le pic de St. Luke et le pic Judas. L'altitude moyenne est de 750 m, contre 1 060 m pour la montagne de la Table.

## Histoire
Sous la Compagnie néerlandaise des Indes orientales, la montagne était connue sous le nom de Castle Mountains (en afrikaans : Kasteelbergen) ou Gable Mountains (en afrikaans : Gewelbergen).